# Bogdan Žerajić

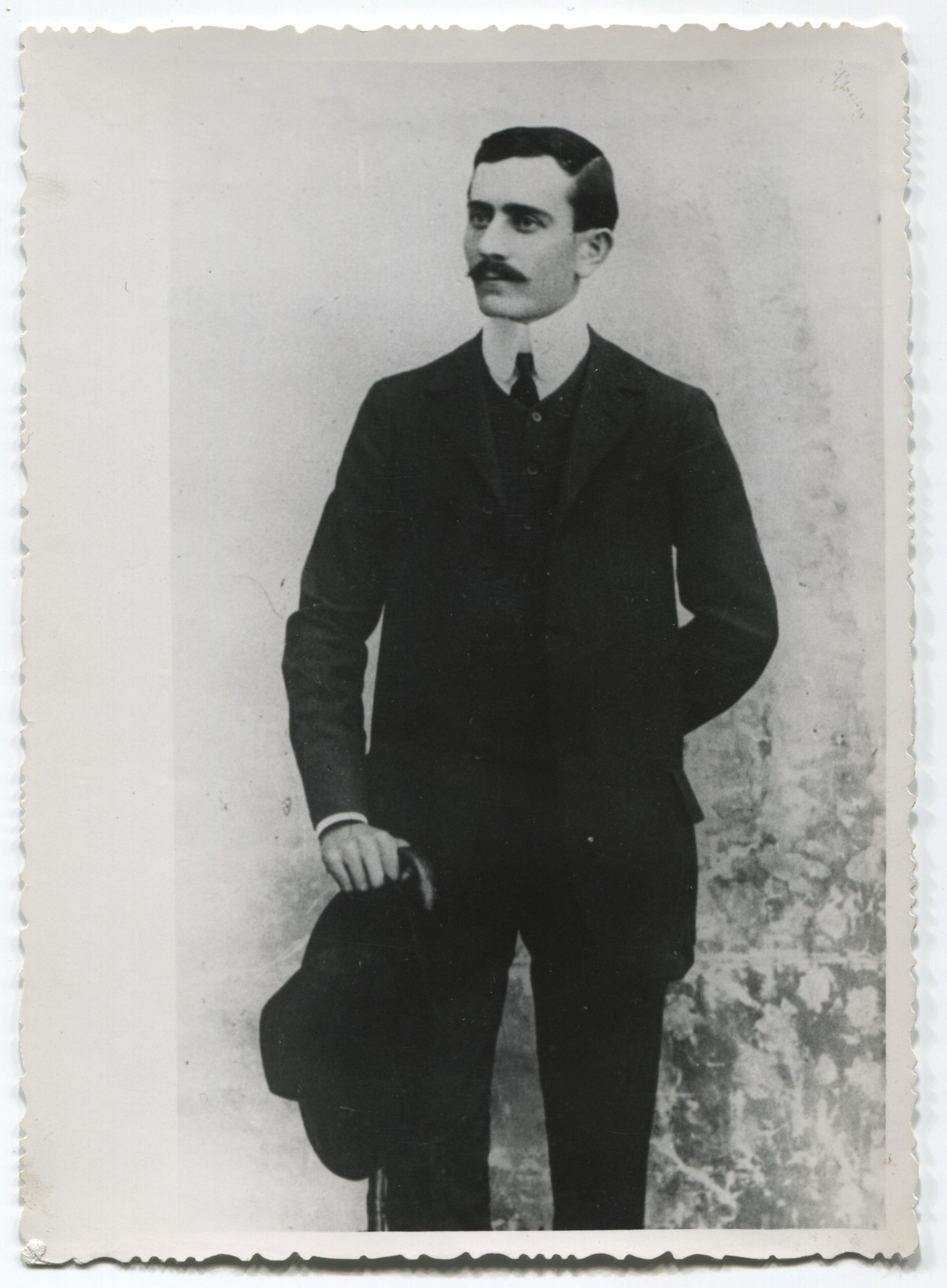
Bogdan Žerajić

Bogdan Žerajić (Nevesinje, 1 februari 1886 - Sarajevo, 15 juni 1910) was een Bosnisch-Servische rechtenstudent en Servisch nationalist die, als lid van Mlada Bosna (Jong Bosnië), een mislukte moordaanslag pleegde op Marijan Varešanin op 15 juni 1910 in Sarajevo. Varešanin was de gouverneur voor Oostenrijk-Hongarije in Bosnië-Herzegovina. De aanslag mislukte. Žerajić vuurde vijf kogels af die alle doel misten. Met een zesde kogel pleegde Žerajić daarop zelfmoord.
Žerajić werd begraven in een anoniem graf in Sarajevo. Toch werd zijn graf een bedevaartsoord voor Servische nationalisten. Voor geradicaliseerde jongeren was hij een held en voorbeeld.  Ook Nedeljko Čabrinović en Gavrilo Princip, die samen in het complot zaten om aartshertog Frans-Ferdinand te vermoorden, bezochten zijn graf.